# Badminton la Jocurile Olimpice de vară din 2004
Probele sportive de badminton la Jocurile Olimpice de vară din 2004 s-au desfășurat în perioada 14 - 21 august 2004 la Complexul Olimpic Goudi din Atena, Grecia. Au fost 5 probe sportive, la care au participat 172 de sportivi.

## Medaliați
| Categorie           | Aur                                         | Argint                                       | Bronz                                        |
| Individual masculin | Taufik Hidayat (INA)                        | Shon Seung-mo (KOR)                          | Sony Dwi Kuncoro (INA)                       |
| Individual feminin  | Zhang Ning (CHN)                            | Mia Audina (NED)                             | Zhou Mi (CHN)                                |
| Dublu feminin       | Coreea de Sud · Kim Dong-moon · Ha Tae-kwon | Coreea de Sud · Lee Dong-soo · Yoo Yong-sung | Indonezia · Eng Hian · Flandy Limpele        |
| Dublu masculin      | China · Zhang Jiewen · Yang Wei             | China · Huang Sui · Gao Ling                 | Coreea de Sud · Ra Kyung-min · Lee Kyung-won |
| Dublu mixt          | China · Zhang Jun · Gao Ling                | Regatul Unit · Nathan Robertson · Gail Emms  | Danemarca · Jens Eriksen · Mette Schjoldager |

## Clasament medalii
| Loc | Țară          | Aur | Argint | Bronz | Total |
| 1   | China         | 3   | 1      | 1     | 5     |
| 2   | Coreea de Sud | 1   | 2      | 1     | 4     |
| 3   | Indonezia     | 1   | 0      | 2     | 3     |
| 4   | Regatul Unit  | 0   | 1      | 0     | 1     |
| 4   | Țările de Jos | 0   | 1      | 0     | 1     |
| 6   | Danemarca     | 0   | 0      | 1     | 1     |